# Chó Phốc
Chó phốc hay chó Fox hay là chó  Miniature Pinscher là một giống chó, có nguồn gốc ở Đức, được lai tạo từ giống chó sục và German Pinscher. Trong lịch sử, chó Phốc được sử dụng để săn chuột vì kích thước nhỏ gọn và sự nhanh nhẹn của nó. Ngày nay, với tính cách tình cảm và thông minh nên chúng đã trở thành một trong những loài chó được yêu quý trong các gia đình. Sự ưu điểm của chó Phốc được thể hiện trong các công việc liên quan đến canh gác, các cuộc thi thố cần có sự nhanh nhẹn.
Chó Phốc có tên gọi khác là Zwergpinscher, hay Min Pin. Tên Zwergpinscher trong tiếng Đức có nghĩa là "chú lùn", sở dĩ giống chó lâu đời này vốn được nuôi trong các trang trại, gia đình, để săn bắt những loài vật nhỏ. Khác với quan niệm bình thường, giống chó phốc và Doberman là hai giống chó khác nhau hoàn toàn mặc dù chúng có ngoại hình tương đối giống nhau. Chó phốc là giống chó lâu đời hơn Doberman rất nhiều. Chó phốc được nuôi nhiều ở Việt Nam, phần lớn vì chúng là loài chó dễ nuôi và phù hợp với điều kiện căn hộ nhỏ, ngoài ra giá một chú chó Phốc tương đối mềm so với nhiều loại chó cảnh khác.

## Đặc điểm

### Kích thước
Chó Phốc là loại chó có kích thước nhỏ, gọn và cơ bắp, chúng có bộ lông bóng mượt và một cơ thể cân đối với những đường nét thanh thoát, ngực nở, bụng thắt có dáng dấp chó săn. Chúng cao từ 10 - 12 inches (25 – 30cm) trong đó chó cái cao 10 – 11 inches (25–28cm), chó cân nặng từ 8 - 10 pounds (5 – 6kg), chó cái nặng từ 8 – 9 pounds (khoảng 4 – 5kg). Giống chó gọi là Phốc hiện đang nuôi ở Việt Nam rất nhỏ, chỉ khoảng trên dưới 2kg là các dòng lai giữa chihuahua và chó sục. Trong khi đó chó Phốc gốc Miniature Pinscher cân nặng từ 4 – 6kg.

### Ngoại hình

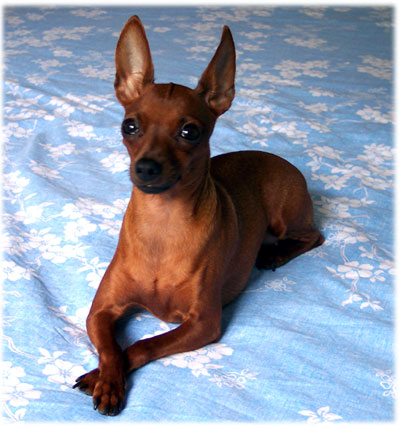
Một con chó Phốc

Điểm cao nhất của vai bằng hoặc cao hơn phần hông một chút. Hai chân trước thẳng và có treo chiếc móng huyền đề. Bàn chân nhỏ và mềm mại. Mặt chúng có hình quả xoài như mặt hươu, Chó Phốc có mõm rất khỏe và tỷ lệ với các phần khác của cơ thể. Hàm răng sắc và khá khoẻ, nên cẩn thận với các đồ vật bé nhỏ vì chó Phốc rất thích gặm chúng và có thể bị nghẹn, không nên cho chúng ăn quá nhiều. Mắt có màu sẫm và hình ô van. Tai dựng mỏng còn gọi là tai giấy, tai của chó Phốc có thể được cắt nhỏ tuỳ theo yêu cầu của chủ, nhưng đuôi thì thường được bấm từ lúc chúng còn nhỏ. Bộ lông ngắn, mượt của chúng thường có màu nâu đỏ, tuy vậy đôi khi có thể gặp màu đen, nâu hoặc màu sôcola.

### Thể chất
Chó sống lâu khoảng 10- 15 năm và có thể hơn nữa. Là giống chó rất khoẻ mạnh, hầu như không có các căn bệnh gì. Chúng cũng rất thích hợp để sống trong điều kiện căn hộ. Chúng rất tích cực trong phạm vi căn nhà nhưng cũng rất thích chạy nhảy ngoài sân vườn. Cần tránh cho Phốc khỏi bị nhiễm lạnh nếu không sẽ bị cảm. Không cần phải có các bài tập quá sức, nhưng cũng cần phải có các hoạt động thường xuyên như chạy nhảy. Bộ lông mượt, ngắn, cứng và dễ chăm sóc. Mức độ rụng lông trung bình. Chỉ tắm cho chúng khi cần thiết. Chúng có thể ăn tất cả mọi thứ, cả đồ ngọt và sữa chua. Chúng có thể chất tốt, phục hồi nhanh khi ốm.Tuy vậy cần cẩn trọng không để chúng ở gần những đồ vật nhỏ dễ gây nghẹn.

### Tập tính

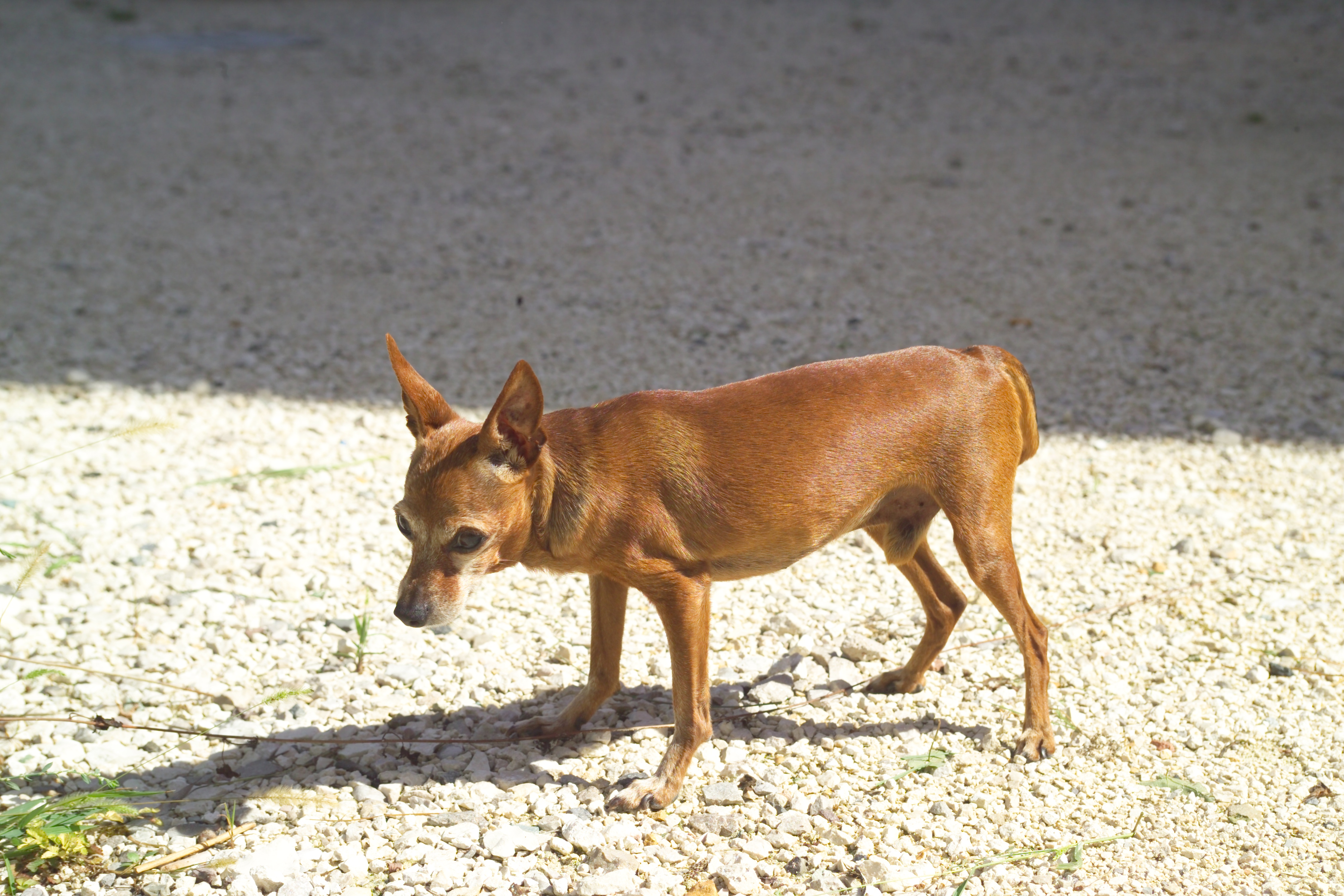
Một con chó phốc

Chó Phốc là giống chó đặc biệt ương ngạnh và bướng bỉnh. Ngoài ra, chúng còn rất can đảm và thích sủa nhiều. Nếu người lạ vào trong nhà, lập tức chúng sẽ sủa ầm ĩ lên để báo cho người nhà biết. Chúng trung thành với chủ, tình cảm và luôn cảnh giác với vật lạ. Luôn tràn trề sinh lực và hiếu động. Thông minh và dũng cảm là những đức tính của loài chó nhỏ bé này. Mặc dù có kích thước khiêm tốn nhưng tập tính của chúng là bảo vệ. Một số con có thể rất hung tợn đối với chó khác, nhưng nói chung chó Phốc tương đối thân thiện với các loại vật nuôi trong nhà và trẻ nhỏ. Để cho dễ hoà nhập nên cho chúng tiếp xúc vớí các loại chó và súc vật khác từ lúc còn nhỏ.
Chúng có thể học rất nhanh và luôn đòi hỏi các thứ mới lạ.Chó phốc rất quấn chủ, chúng ghi nhớ nhanh và lâu, biết được tình cảm của chủ và hành động dựa trên suy đoán rất nhiều. Về Trí thông minh: Theo cuốn sách Trí thông minh của loài chó (Stanley Coren), chó Phốc đứng thứ 37 trên 100 trong bảng xếp hạng 100 giống chó thông minh nhất. Những chú chó phốc có khả năng học một lệnh mới sau 15 đến 25 lần lặp lại, hiểu được các lệnh và thực hiện đúng khoảng 70%. Như vậy, chó phốc (chuẩn không lai tạp) là giống chó có trí thông minh tương đối cao. Đứng đầu danh sách là giống Boder Collie (ở Việt Nam tương đối ít), giống Bécgie và Poodle. Những giống chó ít thông minh nhất là chó ngao Tây Tạng và Pitbull
Về độ Phù hợp: Chó Phốc là giống chó phù hợp nuôi trong những căn hộ, không gian nhỏ. Tuy nhiên, chó Phốc không nên để gần trẻ em chưa có khả năng chăm sóc và thường hay đùa nghịch chúng quá đà. Chó Phốc thân thiện với người bị bệnh dị ứng, phần lớn do chúng sạch sẽ, không rụng nhiều lông, không yêu cầu phải tắm hay chải lông nhiều lần. Do lớp lông chó phốc mỏng, chỉ có một lớp khác với các loài chó khác có hai lớp, nên người chủ cần chuẩn bị chỗ ở và sưởi ấm hợp lý cho chúng mỗi mùa đông về. Nếu vệ sinh sạch sẽ thường xuyên, có thể cho chó Phốc ngủ cùng với người. Chúng đặc biệt thích ngủ cùng chủ và luôn muốn theo dõi chủ.